# Oman aux Jeux paralympiques d'été de 2016
Oman participe aux Jeux paralympiques d'été de 2016 à Rio de Janeiro. Il est représenté par 2 athlètes en athlétisme.

## Athlétisme

### Hommes

#### Concours
| Athlète                | Catégorie | Épreuve | Finale          | Finale |
| Athlète                | Catégorie | Épreuve | Résultat        | Rang   |
| ---------------------- | --------- | ------- | --------------- | ------ |
| Mohammed Al Mashayakhi | F32       | Poids   | Aucune distance | /      |
| Mohammed Al Mashayakhi | F32       | Massue  | DNS             | /      |

### Femmes

#### Concours
| Athlète      | Catégorie | Épreuve | Finale   | Finale |
| Athlète      | Catégorie | Épreuve | Résultat | Rang   |
| ------------ | --------- | ------- | -------- | ------ |
| Raya Al'Abri | F53-54    | Javelot | 9,57 m   | 7e     |